# Ivan Žugčić
Ivan Žugčić (* 22. Mai 1958) ist ein ehemaliger jugoslawischer Fußballspieler. Der Verteidiger hat beim VfL Bochum von 1980 bis 1987 in der Fußball-Bundesliga 97 Ligaspiele (2 Tore) absolviert.

## Laufbahn
Ivan Žugčić spielte in der Jugendabteilung des Essener Vereins DJK Katernberg. Er wechselte, nachdem er für die Katernberger auch ein Jahr im Seniorenbereich  Jahre gespielt hatte, in die Amateurmannschaft beim Zweitligisten SG Wattenscheid 09. Mit den SG-Amateuren belegte er 1978/79 in der Verbandsliga Westfalen, Gruppe 2, den 2. Rang und wurde zur Saison 1979/80 wie Mannschaftskollege Jürgen Hünerlage, in den Zweitligakader von Trainer Hubert Schieth übernommen. Das Team vom Lohrheidestadion erreichte überraschend den 5. Rang und Žugčić hatte an der Seite von Mitspielern wie Ewald Hammes, Michael Jakobs, Peter Kunkel, Helmut Reiners, Wolfgang Patzke, Hans-Jürgen Zimmer, Helmut Zyla und Gerhard Drews 19 Ligaspiele absolviert. Debütiert in der 2. Bundesliga hatte der Verteidiger in der Mannschaft von Präsident Klaus Steilmann am 22. August 1979 bei einem 0:0-Auswärtsremis bei OSC Bremerhaven. Auf Vermittlung von Hubert Schieth verpflichtete Bochum zur Saison 1980/81 die zwei Wattenscheider Spieler Michael Jakobs und Ivan Žugčić, zusätzlich wurden vom VfL noch Christian Gross und Dieter Lemke unter Vertrag genommen.
Unter Trainer Helmuth Johannsen debütierte der durch beispielhaften Einsatzwillen auffallende Verteidiger am 16. August 1980 bei einem 2:2-Auswärtsremis gegen 1860 München in der Bundesliga. Er wurde in der 85. Minute für Lemke eingewechselt. Sein erstes Bundesligaspiel vom Anpfiff an erlebte Žugčić am 23. August bei einem 1:1-Heimremis gegen den MSV Duisburg. Vor Torhüter Reinhard Mager agierte er als rechter Verteidiger an der Seite von Dieter Bast, Lothar Woelk und Michael Lameck. Am Rundenende belegte der VfL den 9. Rang und der Neuzugang von Wattenscheid 09 hatte 16 Ligaspiele (1 Tor) absolviert. Zusätzlich war er noch im DFB-Pokal in den drei Spielen gegen SV Wilhelmshaven (4:1), Rot-Weiss Essen (5:1) und den FSV Frankfurt (2:1) zum Einsatz gekommen. Auf Initiative von Trainer Johannsen startete die Bochumer Bundesligamannschaft am Karsamstag 1981 zu einer Tournee durch Mexiko, die USA und Costa Rica. In Tampico gab es am 21. April das erste Testspiel gegen die mexikanische Nationalelf. Die weiteren Testbegegnungen bestritt der VfL in San Jose (Costa Rica) gegen Sabissa (1:2), in Tulsa gegen die dort ansässigen Roughnecks (1:1) und zu guter Letzt in Detroit gegen California Surf (0:1). Doch nicht nur Spiele und Training standen auf dem Programm. Kulturelles, Ökonomisches, Geistliches und Soziales waren Meilensteine dieser Fahrt.
Ab seinem zweiten Profijahr, 1981/82, erlebte Žugčić die Arbeit und Persönlichkeit des Trainers Rolf Schafstall. Mit den Bochumern spielte er sechs Jahre in der Bundesliga, darunter fiel aber auch ein mehr als einjähriger Armeedienst in seiner jugoslawischen Heimat. Unter Schafstall-Nachfolger Hermann Gerland absolvierte er am 17. Juni 1987 sein letztes Bundesligaspiel. Beim 2:2-Heimremis gegen Fortuna Düsseldorf agierte er vor Torhüter Ralf Zumdick als rechter Verteidiger und bildete zusammen mit Libero Thomas Kempe, Rob Reekers und Lameck die Abwehr des VfL.